# David Packard
David Packard (Pueblo, 7 de setembro de 1912—Stanford, 26 de março de 1996) foi um engenheiro estadunidense.

## Carreira
Fundou juntamente com Bill Hewlett a Hewlett-Packard (HP), em 1939. Estudou na Universidade Stanford, e antes de criar a HP trabalhou na General Electric (GE).
O primeiro produto da HP foi um aparelho de medição de frequência de sons, que foi vendido à The Walt Disney Company. Presidiu o conselho da HP até 1993, quando se aposentou. Foi secretário de defesa na administração Richard Nixon.
Quando faleceu a empresa tinha cerca de cem mil empregados em cento e vinte países.